# Distrito de Villa Alta
El distrito de Villa Alta es uno de los 30 distritos que conforman al estado mexicano de Oaxaca y uno de los tres en que se divide la Región Sierra de Juárez. Se conforma de 85 localidades repartidas entre 25 municipios.

## Municipios
| Código INEGI | Municipio                     | Cabecera                      |
| ------------ | ----------------------------- | ----------------------------- |
| 038          | Villa Hidalgo Yalálag         | Villa Hidalgo                 |
| 097          | San Andrés Solaga             | San Andrés Solaga             |
| 100          | San Andrés Yaá                | San Andrés Yaá                |
| 114          | San Baltazar Yatzachi el Bajo | San Baltazar Yatzachi el Bajo |
| 120          | San Bartolomé Zoogocho        | San Bartolomé Zoogocho        |
| 128          | San Cristóbal Lachirioag      | San Cristóbal Lachirioag      |
| 138          | San Francisco Cajonos         | San Francisco Cajonos         |
| 156          | San Ildefonso Villa Alta      | San Ildefonso Villa Alta      |
| 201          | San Juan Juquila Vijanos      | San Juan Juquila Vijanos      |
| 216          | San Juan Tabaá                | San Juan Tabaá                |
| 222          | San Juan Yaeé                 | San Juan Yaeé                 |
| 223          | San Juan Yatzona              | San Juan Yatzona              |
| 246          | San Mateo Cajonos             | San Mateo Cajonos             |
| 257          | San Melchor Betaza            | San Melchor Betaza            |
| 280          | Villa Talea de Castro         | Villa Talea de Castro         |
| 299          | San Pablo Yaganiza            | San Pablo Yaganiza            |
| 303          | San Pedro Cajonos             | San Pedro Cajonos             |
| 432          | Santa María Temaxcalapa       | Santa María Temaxcalapa       |
| 442          | Santa María Yalina            | Santa María Yalina            |
| 457          | Santiago Camotlán             | Santiago Camotlán             |
| 471          | Santiago Lalopa               | Santiago Lalopa               |
| 503          | Santiago Zoochila             | Santiago Zoochila             |
| 514          | Santo Domingo Roayaga         | Santo Domingo Roayaga         |
| 522          | Santo Domingo Xagacía         | Santo Domingo Xagacía         |
| 541          | Tanetze de Zaragoza           | Tanetze de Zaragoza           |

## Demografía
En el distrito habitan 31 596 personas, que representan el 0.83% de la población del estado. De ellos 25 709 hablan alguna lengua indígena.